# Ранг матрицы
Рангом системы строк (столбцов) матрицы {\displaystyle A} с {\displaystyle m} строками и {\displaystyle n} столбцами называется максимальное число линейно независимых строк (столбцов). Несколько строк (столбцов) называются линейно независимыми, если ни одна из них не выражается линейно через другие. Ранг системы строк всегда равен рангу системы столбцов, и это число называется рангом матрицы.
Ранг матрицы — наивысший из порядков всевозможных ненулевых миноров этой матрицы. Ранг нулевой матрицы любого размера равен нулю. Если все миноры второго порядка равны нулю, то ранг равен единице, и т.д.
Ранг матрицы — размерность образа {\displaystyle \dim(\operatorname {im} (A))} линейного оператора, которому соответствует матрица.
Обычно ранг матрицы {\displaystyle A} обозначается {\displaystyle \operatorname {rang} A}, {\displaystyle \operatorname {r} A}, {\displaystyle \operatorname {rg} A}, {\displaystyle \operatorname {rk} A} или {\displaystyle \operatorname {rank} A}. Последний вариант свойственен для английского языка, в то время как первые два — для немецкого, французского и ряда других языков.

## Определение
Пусть {\displaystyle A_{m\times n}} — прямоугольная матрица.
Тогда по определению рангом матрицы {\displaystyle A} является:
- ноль, если {\displaystyle A} — нулевая матрица;
- число {\displaystyle r\in \mathbb {N} :\;\exists M_{r}\neq 0,\;\forall M_{r+1}=0}, где {\displaystyle M_{r}} — минор матрицы {\displaystyle A} порядка {\displaystyle r}, а {\displaystyle M_{r+1}} — окаймляющий к нему минор порядка {\displaystyle (r+1)}, если они существуют.

| Теорема (о корректности определения рангов). Пусть все миноры матрицы {\displaystyle A_{m\times n}} порядка {\displaystyle k} равны нулю ({\displaystyle M_{k}=0}). Тогда {\displaystyle \forall M_{k+1}=0}, если они существуют. |

## Связанные определения
- Ранг матрицы {\displaystyle A} размера {\displaystyle m\times n} называют полным, если {\displaystyle \operatorname {rang} A=\min\{m,n\}}.
- Базисный минор матрицы {\displaystyle A} — любой ненулевой минор матрицы {\displaystyle A} порядка {\displaystyle r}, где {\displaystyle r=\operatorname {rang} A}.
  - Строки и столбцы, на пересечении которых стоит базисный минор, называются базисными строками и столбцами. (Они определены неоднозначно в силу неоднозначности базисного минора.)

## Свойства
Теорема (о базисном миноре): Пусть {\displaystyle r=\operatorname {rang} A,M_{r}} — базисный минор матрицы {\displaystyle A}, тогда:
- базисные строки и базисные столбцы линейно независимы;
- любая строка (столбец) матрицы {\displaystyle A} есть линейная комбинация базисных строк (столбцов).

Следствия:
- Если ранг матрицы равен {\displaystyle r}, то любые {\displaystyle p\colon p>r} строк или столбцов этой матрицы будут линейно зависимы.
- Если {\displaystyle A} — квадратная матрица, и {\displaystyle \det A=0}, то строки и столбцы этой матрицы линейно зависимы.
- Пусть {\displaystyle r=\operatorname {rang} A}, тогда максимальное количество линейно независимых строк (столбцов) этой матрицы равно {\displaystyle r}.

Теорема (об инвариантности ранга при элементарных преобразованиях): Введём обозначение {\displaystyle A\sim B} для матриц, полученных друг из друга элементарными преобразованиями. Тогда справедливо утверждение: Если {\displaystyle A\sim B}, то их ранги равны.
Теорема Кронекера — Капелли: Система линейных алгебраических уравнений совместна тогда и только тогда, когда ранг её основной матрицы равен рангу её расширенной матрицы. В частности:
- Количество главных переменных системы равно рангу системы.
- Совместная система будет определена (её решение единственно), если ранг системы равен числу всех её переменных.

Ранг A равен r тогда и только тогда, когда существует обратимые матрицы размерности m × m (X) и n × n (Y) такие, что 
{\displaystyle XAY={\begin{bmatrix}I_{r}&0\\0&0\\\end{bmatrix}},} где Ir обозначает единичную матрицу размерности r × r .
Если B - любая матрица размерности n × k, то 
{\displaystyle \operatorname {rang} (AB)\leq \min(\operatorname {rang} (A),\operatorname {rang} (B)).}
Если B - матрица размерности n × k ранга n, то 
{\displaystyle \operatorname {rang} (AB)=\operatorname {rang} (A).}
Если C - матрица размерности l × m ранга m, то 
{\displaystyle \operatorname {rang} (CA)=\operatorname {rang} (A).}
Неравенство Сильвестра: Если A и B матрицы размеров {\displaystyle m\times n} и {\displaystyle n\times k}, то
{\displaystyle \operatorname {rang} AB\geq \operatorname {rang} A+\operatorname {rang} B-n}
Это частный случай следующего неравенства.
Неравенство Фробениуса: Если AB, BC, ABC корректно определены, то
{\displaystyle \operatorname {rang} ABC\geq \operatorname {rang} AB+\operatorname {rang} BC-\operatorname {rang} B}
Субаддитивность: 
{\displaystyle \operatorname {rang} (A+B)\leq \operatorname {rang} (A)+\operatorname {rang} (B)},
когда A и B имеют одинаковые размерности. 
Следствие.
- Любая матрица с рангом k может быть записана в виде суммы k матриц с рангом 1, но не меньше.

Сумма ранга и дефекта матрицы равно числу ее столбцов. (Это - теорема о ранге и дефекте.)

## Линейное преобразование и ранг матрицы
Пусть {\displaystyle A} — матрица размера {\displaystyle m\times n} над полем {\displaystyle C} (или {\displaystyle R}). Пусть {\displaystyle T} — линейное преобразование, соответствующее {\displaystyle A} в стандартном базисе; это значит, что {\displaystyle T(x)=Ax}. Ранг матрицы {\displaystyle A} — это размерность образа преобразования {\displaystyle T}.

## Методы
Существует несколько методов нахождения ранга матрицы:
Метод элементарных преобразований. Ранг матрицы равен числу ненулевых строк в матрице после приведения её к ступенчатой форме при помощи элементарных преобразований над строками матрицы.
Метод окаймляющих миноров. Пусть в матрице {\displaystyle A} найден ненулевой минор {\displaystyle k}-го порядка {\displaystyle M}. Рассмотрим все миноры {\displaystyle (k+1)}-го порядка, включающие в себя (окаймляющие) минор {\displaystyle M}; если все они равны нулю, то ранг матрицы равен {\displaystyle k}. В противном случае среди окаймляющих миноров найдется ненулевой, и вся процедура повторяется.